# Patsy Willard
Pour les articles homonymes, voir Willard.
Mary Patricia "Patsy" Willard, née le 18 mai 1941 à Phoenix (Arizona), est une ancienne plongeuse américaine, médaillée de bronze olympique en 1964.

## Biographie
Patsy Willard est diplômée de l'Université de l'Indiana.
Lors des Jeux olympiques d'été de 1960, elle termine 4e en tremplin à 3 m et, quatre ans plus tard, elle remporte la médaille de bronze sur la même épreuve. Elle termine derrière l'Allemande Ingrid Krämer et de sa compatriote de l'université de l'Arizona, Jeanne Collier.
En 1961, elle ne participe pas aux Championnats des États-Unis et doit subir une chirurgie pour une rupture du tympan.
Elle est médaillée de bronze du tremplin à 3 m aux Jeux panaméricains de 1963.